# FSV Glückauf Brieske-Senftenberg
Der FSV Glückauf Brieske-Senftenberg, laut Vereinsregister Brieske/Senftenberg, ist ein Fußballverein aus Senftenberg im deutschen Bundesland Brandenburg.

## Geschichte

### 1919 bis 1945
Am 19. Januar 1919 wurde der Verein FV Grube Marga gegründet und später in Anerkennung für seine Leistung als Schalke des Ostens tituliert. Vor dem Zweiten Weltkrieg erfuhr der Verein mehrere Namensänderung, zunächst in Freier SV Sturm Grube Marga und schließlich in SV Marga. Namensgeber war ähnlich wie bei der Gartenstadt Marga der gleichnamige Braunkohlentagebau Grube Marga. Der Verein unterhielt je zwei Männer-, Jugend- und Schüler-Fußballmannschaften. Die 1. Männermannschaft spielte von 1941 bis 1943 zwei Spielzeiten lang in der Gauliga Berlin-Brandenburg, der damals höchsten deutschen Spielklasse, und erreichte dort die Plätze 6 und 10 (letzter Platz). Zu den damaligen Gegnern zählten unter anderem Hertha BSC und Tennis Borussia Berlin.

### Betriebssportgemeinschaft, Sportclub bis 1989
Nach der von der sowjetischen Besatzungsmacht 1945 veranlassten Auflösung des Vereins entstand 1946 aus dem „Sport und Kulturkartell Brieske-Grube Marga“ die Sportgemeinschaft (SG) Grube Marga. Sie wurde 1949 nach Umstellung der ökonomischen Grundlagen auf so genannte Trägerbetriebe in Betriebssportgemeinschaft (BSG) „Franz Mehring“ Marga und ab 1950 BSG Aktivist Brieske-Ost umbenannt. 1948 kam die SG Marga bis in die Endrunde der Brandenburg-Meisterschaft und wurde ein Jahr später als BSG „Franz Mehring“ brandenburgischer Vizemeister. Damit hatte sich die Mannschaft für die erste Spielzeit 1949/50 der neu gegründeten DDR-Oberliga, der höchsten Spielklasse der DDR, qualifiziert und wurde in dieser Saison Tabellensechster. Am 4. November 1953 wurde das neu erbaute „Glück-Auf-Stadion“ mit einem Freundschaftsspiel gegen Torpedo Moskau eröffnet. 35.000 Zuschauer erlebten eine 0:5-Niederlage der Knappen. Bekanntester Spieler dieser Zeit war Horst Franke, der 1953/54 ein A-Länderspiel für die DDR-Auswahl absolvierte. Im Oktober 1954 wurde die Fußballsektion zum neu gegründeten SC Aktivist Brieske-Senftenberg delegiert.
Nach dem Abstieg des SC Aktivist aus der Oberliga 1963 wurde die gesamte erste Mannschaft zum SC Cottbus, einem Vorgänger von Energie Cottbus, delegiert. Die zweite Mannschaft schloss sich wieder der BSG Aktivist Brieske-Ost an, die nach Fusion mit der BSG Aktivist Senftenberg ab Februar 1972 als BSG Aktivist Brieske-Senftenberg antrat und in den folgenden Jahren in der zweitklassigen DDR-Liga und oft auch in der Cottbuser Bezirksliga antrat. Dort war das Team zur Auflösung des DDR-Fußballs mit sieben Titeln Rekordmeister.

## FSV Glückauf

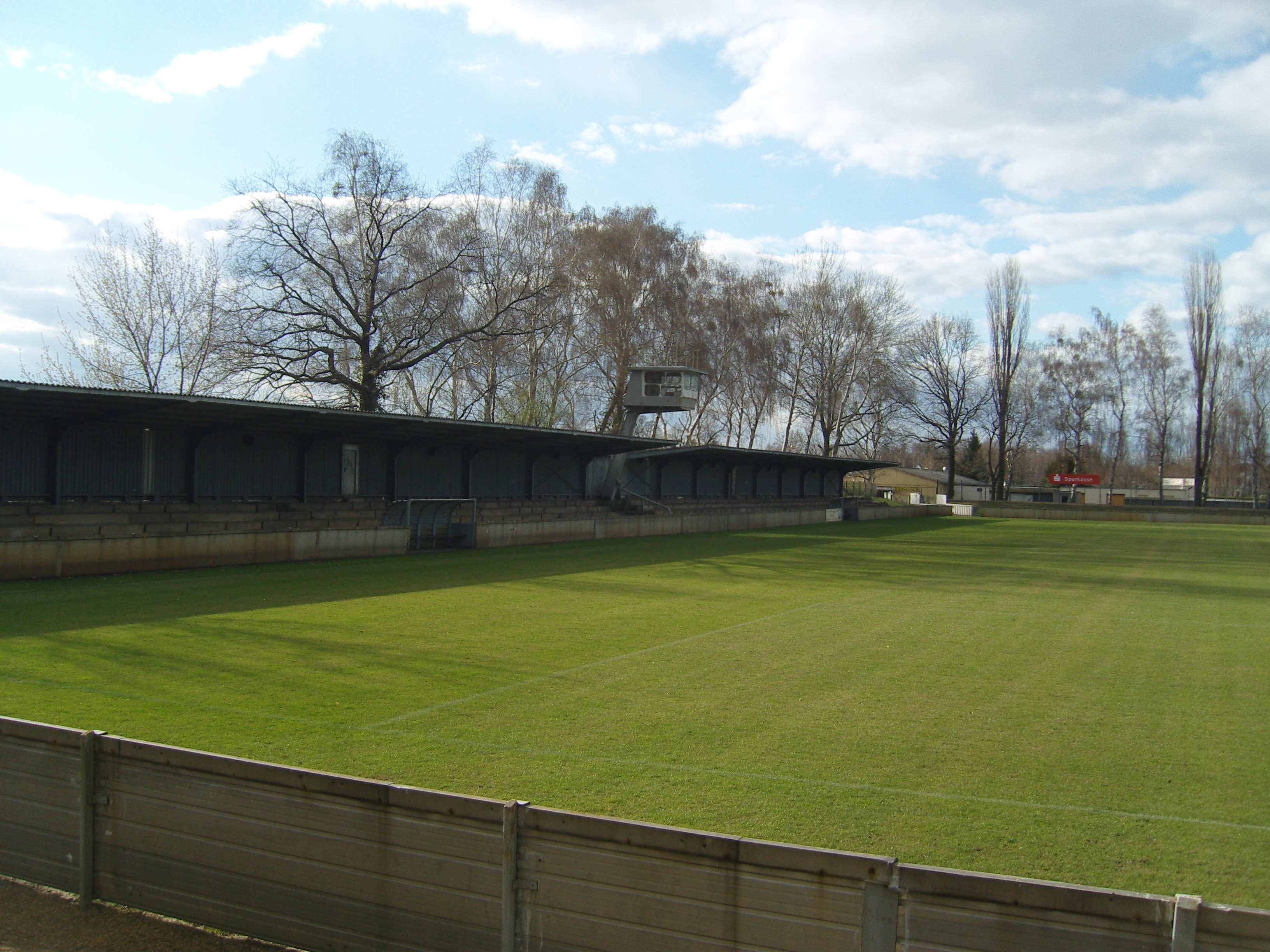
Elsterkampfbahn

Nachdem durch die politische Wende von 1989 wieder die Gründung bürgerlicher Vereine möglich wurde, gründeten Mitglieder der bisherigen BSG am 20. Juli 1990 den FSV Glückauf Brieske-Senftenberg. Obwohl das Team 1989/90 hinter Empor Mühlberg in der Bezirksliga eingekommen war, trat der damals noch als Aktivist firmierende Vizemeister in der Aufstiegsrunde zur Liga an und konnte sich für die letzten eigenständigen Saison des ostdeutschen Zweitligafußballs als Zweiter der Staffel die Startberechtigung erkämpfen. Nach einem 10. Platz als Neuling wurde der FSV Glückauf im Sommer 1991 nach der Zusammenführung von ost- und westdeutschem Fußball in die drittklassige NOFV-Amateur-Oberliga eingruppiert. Nach fünf Spielzeiten stieg die 1. Mannschaft 1996 in die Verbandsliga Brandenburg ab. Nach sechs Jahren in der Landesliga gelang der Mannschaft 2009, im Jahr des 90-jährigen Vereinsjubiläums, die Rückkehr in Brandenburgs höchste Spielklasse, die Brandenburg-Liga, aus der man nach zwei Jahren jedoch wieder abstieg. Zuletzt, in der Saison 2018/19, gehörte Brieske zu den stärksten Mannschaften der siebtklassigen Landesliga Brandenburg Süd, war im Kampf um den Aufstieg aber chancenlos.